# 판곡중학교
판곡중학교(板谷中學校)는 대한민국 경기도 남양주시 호평동에 위치한 공립 중학교이다.

## 학교 연혁
- 2006년 12월 26일 : 판곡중학교 설립인가(30학급)
- 2007년 3월 1일 : 초대 박영운 교장 취임
- 2007년 3월 2일 : 제1회 신입생 6학급 215명 입학
- 2010년 2월 10일 : 제1회 졸업식(192명)
- 2017년 3월 2일 : 34학급으로 증설
- 2021년 9월 1일 : 제6대 홍은주 교장 취임
- 2024년 1월 12일 : 제15회 졸업식(313명 졸업)

## 참고 자료
- 판곡중학교 - 한국교육학술정보원 학교알리미